# Horton (Blyth)
Horton – wieś w Anglii, w hrabstwie Northumberland, blisko miasta Blyth. Leży 18 km na północ od miasta Newcastle upon Tyne i 413 km na północ od Londynu.